# 韩福 (三国演义)
韩福为历史小说《三国演义》的虚构人物，在正史《三国志》中并无此人。
根據《三國演義》第27回记载，韓福為曹操部下官员，任洛阳太守。關羽护送甘、糜二嫂投奔刘备，经过第二关的洛阳。为阻挡关羽行程，他与牙将孟坦定计，由孟坦与关羽交战，然后诈败引诱其追赶，他用暗箭射中其左臂，但关羽不顾伤痛，飞马冲前将他斩杀。韩福是关羽在过五关斩六将中被斩的第三名将领。

## 其它作品中出現的韓福
- 電影《關雲長》（2010年）：中國演員聶遠所飾。為洛陽幫派頭子、福字號老闆，幾乎包攬了洛陽所有的重建工程。和甄子丹所飾演的關羽情同兄弟，獨臂，性命曾為關羽所救，可惜皇命難違，不得不殺關羽。關羽讓兄弟韓福一招，所以被毒針傷了，而韓福也讓關羽一招，一刀也不閃。當場被關羽砍死。